# Пуна (плато)
Пуна (на испански: Puna, на езика на кечуа – пустинен) е обширен високопланински ландшафтен пояс, зает от планини и плата, разположен в централните части на Андите в Южна Америка, простиращ се на териториите на Перу, Боливия, Чили и Аржентина, между 8° и 29° ю.ш., на височина от 3500 до 4600 m.

## Релеф
В релефа преобладават слабохълмистите равнини с падини, заети от съвременни езера (Титикака, Поопо и др.), дъна на древни езера, блата и солончаци (Койпаса, Уюни, Атакама и др.). На югозапад се издигат конуси на угаснали и действащи вулкани. На север платата са прорязани от дълбоки речни дефилета, а централните и южните му части са бедни на повърхностно течащи води и са лишени от отток към океана.

## Климат
Климатът е високопланински, тропичен, с прохладно и дъждовно лято и студена и суха зима. Средните ноемврийски (летни) температури са от 5° до 10°С, а средните юлски (зимни) – от -2° до 6°С. Денонощните температурни амплитуди достигат до 20 – 25°С, а максималните – до 40 – 45°С. За района са характерни силните и сухи ветрове и непостоянното време. Годишната сума на валежите е от 1000 mm на север до под 200 mm на юг.

## Почви, растителност
Почвената покривка варира от високопланински степни до червено-кафяви пустинни, често и солончакови. Растителната покривка в северните, централните и източните, по-влажни части е представена от твърдолистни треви с отделни ксерофилни храсти (тип „халка“), в западните, сухи райони (между 14 и 20° ю.ш. и на изток) – от пустинна растителност (тип „пуна“ и „тола“), а в крайните южни райони – от пустинна растителност с редки треви (солянка). Високопланинските пасища се използват за паша на лами, алпака, мулета и овце. Котловините и долините, разположени под 4000 m, са земеделски усвоени и се отглеждат зърнени култури и картофи.